# 草鹿任一
草鹿任一（日语：／，1888年12月17日—1972年8月24日）是日本帝國海軍的一位將領。

## 生平
歷任第一航空隊司令長官、第11航空艦隊司令長官、南東方面艦隊司令長官，曾獲勳一等旭日大綬章，最終軍階海軍中将。

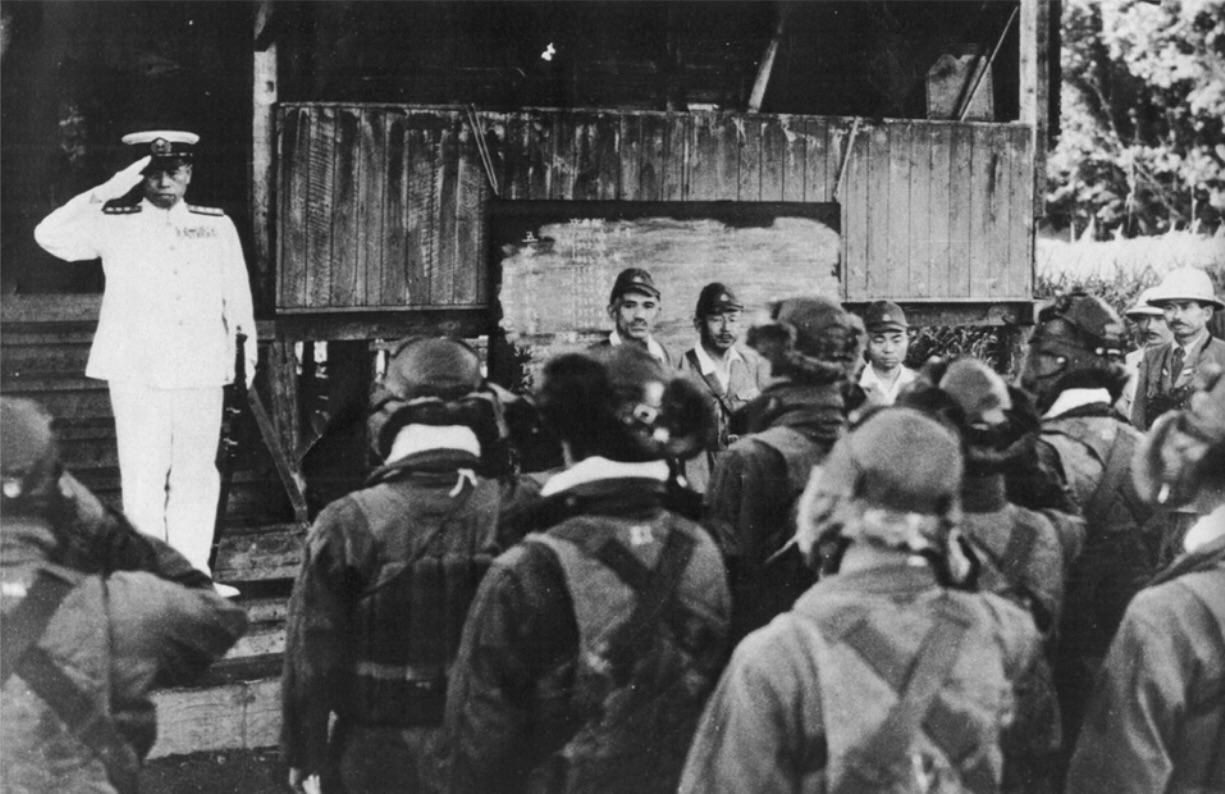
黑板前較高者為草鹿，最左著白衣者為山本五十六

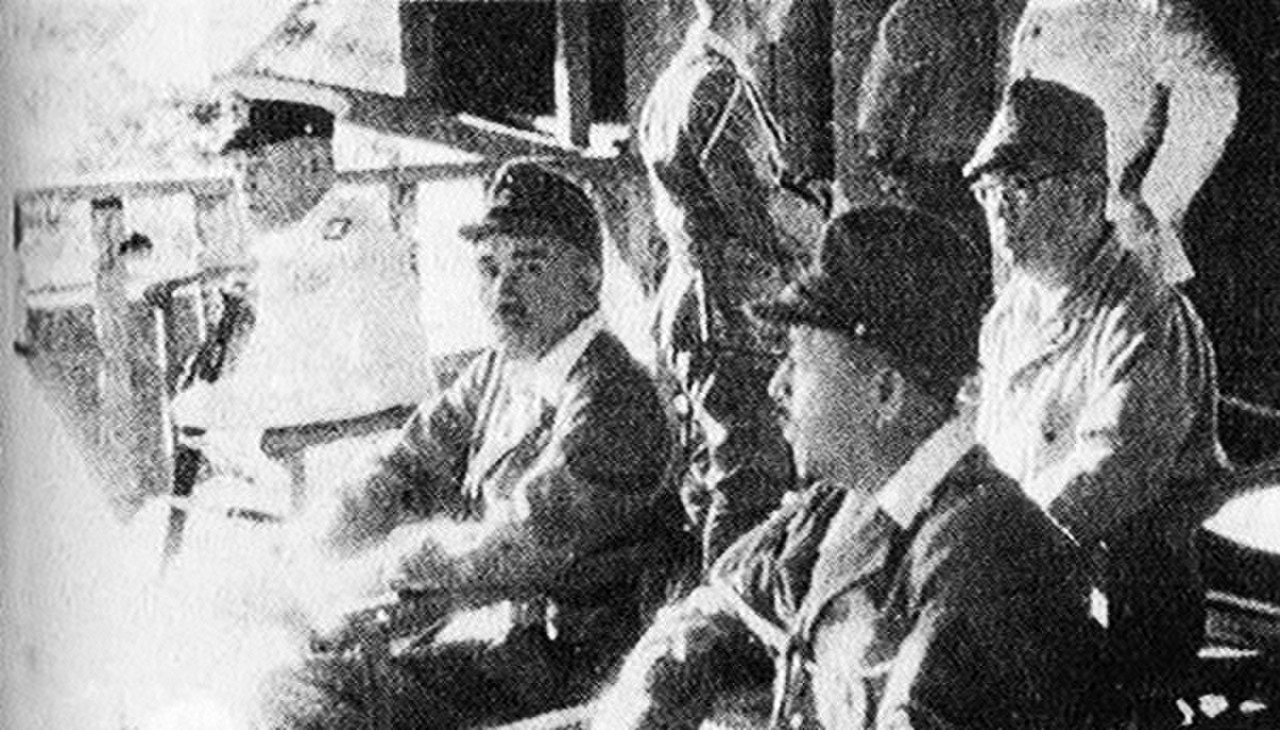
拉包爾戰鬥指揮所的山本（中）和草鹿（左）

## 著作
《ラバウル戦線異状なし-我等かく生きかく戦えり》，光和堂（1958年）